# Afghani d'Australia

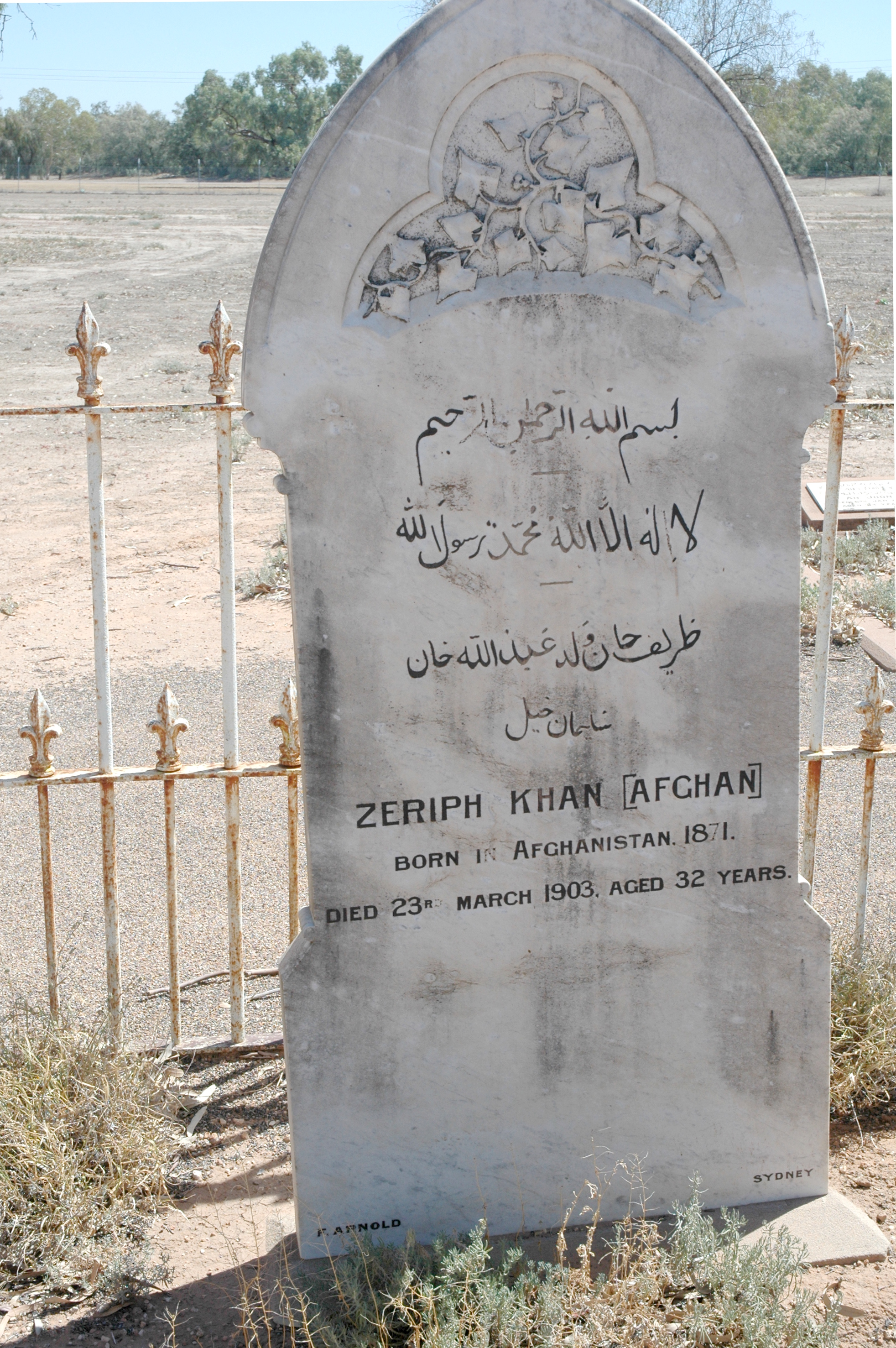
Tomba del guidatore afgano di cammelli Zeriph Khan (1871-1903) nel cimitero di Bourke, Nuovo Galles del Sud, Australia

Gli Afghani d'Australia (Afghans o Ghans) erano dei guidatori di cammelli dell'Afghanistan e del Raj britannico, inviati in Australia per guidare i dromedari utilizzati per facilitare l'esplorazione e la valorizzazione dell'outback, l'entroterra desertico del continente.
Nel 1860 il governo dello Stato di Victoria importò 24 dromedari e 3 guide che avrebbero preso parte alla spedizione di Burke e Wills, che doveva collegare Melbourne al golfo di Carpentaria.
Si trattava di meharisti musulmani, che divennero 600 già nel 1901, e finirono per favorire la creazione di una minoranza di circa 3000 persone in Australia, dominando il settore dei trasporti all'interno del paese. La città di Alice Springs, prima dell'arrivo delle ferrovie, dipendeva per il suo approvvigionamento dagli Afghans.
Contribuirono alla costruzione della ferrovia che unisce Adelaide e Alice Springs, soprannominata The Ghan in loro onore, nonché della parallela linea del telegrafo, stabilendo intorno ai cantieri dei piccoli centri di popolamento con moschee e minareti.
A causa della concorrenza delle automobili e della politica del governo australiano, a partire dagli anni '20 la maggioranza di loro fu costretta a lasciare il paese.